# Noáin (Valle de Elorz)
Noáin (Valle de Elorz) (baskijski: Noain (Elortzibar)) – gmina w Hiszpanii, w Nawarze, o powierzchni 48,15 km². W 2011 roku gmina liczyła 7566 mieszkańców.